# Garcia (település)
Garcia egy község Spanyolországban, Tarragona tartományban. Garcia La Torre de l’Espanyol, El Molar, El Masroig, Els Guiamets, Tivissa, Móra la Nova, Móra d’Ebre, Ascó és Vinebre községekkel határos. Lakosainak száma 543 fő (2024).

## Népesség
A település népessége az elmúlt években az alábbi módon változott:
| Lakosok száma | 432  | 1676 | 1185 | 937  | 599  | 501  | 602  | 559  | 527  | 543  |
|               | 1717 | 1887 | 1936 | 1960 | 1986 | 2004 | 2009 | 2014 | 2019 | 2024 |